# Veronika Andrusenko
Veronika Andrusenko, tidigare Popova, född 20 januari 1991, är en rysk simmare. 
Andrusenko tävlade i fem grenar (100 meter frisim, 200 meter frisim, 4 x 100 meter frisim, 4 x 200 meter frisim och 4 x 100 meter medley) för Ryssland vid olympiska sommarspelen 2012 i London.
Vid olympiska sommarspelen 2016 i Rio de Janeiro tävlade Andrusenko i fem grenar (100 meter frisim, 200 meter frisim, 4 x 100 meter frisim, 4 x 200 meter frisim och 4 x 100 meter medley).